# Пирито ди Пескара (Козенца)
Пирито ди Пескара је насеље у Италији у округу Козенца, региону Калабрија.
Према процени из 2011. у насељу је живело 88 становника. Насеље се налази на надморској висини од 135 м.